# Saremo giovani e bellissimi
Pour plus de détails, voir Fiche technique et Distribution.
Saremo giovani e bellissimi est un film italien réalisé par Letizia Lamartire, sorti en 2018.
Il s'agit du premier long métrage de Letizia Lamartire. Le film est présenté à la Semaine internationale de la critique à la Mostra de Venise 2018 et est récompensé le 11 novembre 2018 au festival du film italien de Villerupt.

## Synopsis
Dans les années 1990, Isabella avait dix-huit ans et était une star. 20 ans plus tard, elle chante toujours les mêmes chansons dans les bars des petites villes accompagnée par son fils Bruno, guitariste.
Le film traite de la complexité d'une relation entre une mère et son fils, quand couper le cordon ombilical est une nécessité et une source de conflits intimes et d'obstacles sentimentaux difficiles à surmonter.

## Fiche technique
- Titre original : Saremo giovani e bellissimi
- Réalisation : Letizia Lamartire
- Scénario : Letizia Lamartire, Marco Borromei, Anna Zagaglia
- Production : CSC Production,  Rai Cinema
- Musique : Matteo Buzzanca
- Photographie : Giuseppe Chessa
- Montage : Fabrizio Franzini
- Pays d'origine :  Italie
- Genre : Dramatique
- Durée : 92 minutes
- Dates de sortie :  Italie : 1er septembre 2018 (Mostra de Venise 2018), 20 septembre 2018 (sortie nationale)

## Distribution
- Barbora Bobulova : Isabella
- Alessandro Piavani : Bruno
- Massimiliano Gallo
- Federica Sabatini : Arianna
- Elisabetta De Vito

## Distinctions

### Récompense
- Festival du film italien de Villerupt 2018 : Amilcar du jury du meilleur film.

### Sélection
- Mostra de Venise 2018 : sélection à la Semaine internationale de la critique.